# Малка Мусала
Мàлка Мусалà (от 10 март 1950 г. до 1 февруари 1989 г. Димитров, по името на Георги Димитров) е връх в Мусаленския дял на Източна Рила. С височината си от 2902 m той е втори в Рила, четвърти в България след Мусала, Вихрен и Кутело в Пирин и седми на Балканския полуостров.
Върхът има купенообразна форма. Разположен е североизточно от връх Мусала, с който го свързва скален гребен, наричан Трионите. Билото продължава на север-североизток към върховете Иречек и Дено. На северозапад Малка Мусала спуска стръмен склон към най-горното стъпало на Мусаленския циркус, на което е Леденото езеро. На юг и изток склоновете ѝ достигат дълбоката долина на река Марица, ограждайки част от два малки циркуса, висящи по отношение на долината. Единият циркус е под вр. Мусала, Трионите и Малка Мусала и е безезерен. Вторият е под Малка Мусала, Иречек и Студения рид, в него е Тъмното езеро и затова е наречен Тъмноезерен циркус. Тъмното езеро подхранва Тъмноезерния поток, ляв приток на река Голяма Марица.